# 名媛圈
《名媛圈》（羅馬化：Plueak Rak Pom Luang）是一部由MONO Original發行，龐帕特·沃希雷伯喬執導，卡曼妮·耶美肯、琵雅緹達·米提拉榮、烏薩瑪妮·維泰雅濃、希琳·帕莉迪雅濃及瑪娜莎楠‧潘叻翁固等人領銜主演的都市愛情劇集。此劇於2023年11月17日至2024年1月5日，每週五率先在網路平台MONOMAX上播映。2024年6月3日起，每週一至二晚間8時30分於電視頻道Mono 29首播。

## 劇情簡介
講述一群高中好友時隔多年再見面的故事。一群人同時來到一個村莊，而村莊的擁有者是“Tharinee”（烏薩瑪妮·維泰雅濃 飾），一位技術精湛的外科醫生，她的婚姻生活看似完美，但最終仍在自己的婚姻中成為一個多餘的人；“Kanta”（瑪娜莎楠‧潘叻翁固 飾），她竭盡全力維護家庭，即使伴隨著痛苦；“Somsuda”（卡曼妮·耶美肯 飾）一位天生高貴的年輕女子，但這樣的身分讓她的愛情生活變得痛苦不堪；而組合中唯一的後輩“Napha”（希琳·帕莉迪雅濃 飾），一個普通的年輕女子，夢想是擁有完整的家庭生活，誰知道這條路對她來說一點也不輕鬆；最後一位是“Dujdao”（琵雅緹達·米提拉榮 飾），她是團體中唯一單身的女子。Tharinee開門迎接這群女性友人來分享她們的“HANGOUT”之夜的故事......也許她們的故事會永遠改變你對愛情的看法。

## 演員陣容
註：括號內的演員姓名為小名。

### 主要演員
- 卡曼妮·耶美肯（Pancake） 飾演 Somsuda
- 琵雅緹達·米提拉榮（Pock） 飾演 Dujdao
- 烏薩瑪妮·維泰雅濃（Kwan） 飾演 Tharinee
- 希琳·帕莉迪雅濃（Chippy） 飾演 Napha
- 瑪娜莎楠‧潘叻翁固（Donut） 飾演 Kanda

### 其他演員
- 柯爾士艾達·潘恩溫（英语：Krissda Pornveroj）（Smart） 飾演 Rewat
- 普林瑪納·蘇望南儂（Peck） 飾演 Than
- 納文·耀萬鵬袞（英语：Navin Yavapolkul）（Navin Tar） 飾演 Phawis
- 巴差溫·蓬巴吉（Hut） 飾演 Wut

## 製作
2023年11月14日，MONOMAX舉辦記者會「歡迎來到Hangout」。

## 劇集迴響

### 泰國電視收視
- 收視最低的集數以藍色表示，收視最高的集數以紅色表示，而空格則表示該集的收視沒有相關數據。

| 集數 No.   | 播放日期     | 播放時段 (UTC+07:00) | 15+平均收視率 | 來源  |
| ---------- | ------------ | -------------------- | ------------- | ----- |
| 1          | 2024年6月3日 | 星期一 20:30         | 0.478         | [ 6 ] |
| 2          | 2024年6月4日 | 星期二 20:30         |               |       |
| 平均收視率 | 平均收視率   | 平均收視率           |               | 1     |

^1  基於每集的平均觀眾份額。

## 外部連結
- MyDramaList上的《名媛圈 （页面存档备份，存于）》（英文）
- 互联网电影数据库（IMDb）上《名媛圈》的资料（英文）